# MAIN DISH (シングル)
「MAIN DISH -PARTY VERSION-」（メイン・ディッシュ パーティ・ヴァージョン）は、吉川晃司初の12インチ・シングル。1984年12月5日にSMSレコードからリリースされた。

## 概要
完全限定盤として発売され、「No No サーキュレーション」（アルバム『LA VIE EN ROSE』収録）、「モニカ」（1stシングル・アルバム『パラシュートが落ちた夏』収録）、「サヨナラは八月のララバイ」（2ndシングル『LA VIE EN ROSE』収録）の3曲をリミックスヴァージョンで収録した12インチ・シングル。リミックスは、3曲ともに坂元達也が担当した。
12インチ「シングル」のため、オリコンでもシングルとしてチャートインした。当時のオリコンでは、シングルのタイトル表記は必ず曲名で行なわれたため、ランクイン時は「No No サーキュレーション（12インチ）」と表記された。よって『シングル「No No サーキュレーション」』と表記される場合があるが、厳密に言えばこの12インチシングルの名称としては誤った表記である。音楽番組『ザ・ベストテン』（1978年 - 1989年、TBS系列）の20位以内にランクインされたときも「No No サーキュレーション」と表記された。
12インチ・シングルで発売された楽曲を収録したアルバム『SATISFACTION FAKE』（1986年）には「No No Circulation」のみ収録され、「MONICA」と「Sleep Baby Sleep (Sayonara wa Hatigatsu no Lullaby)」のCD音源は、ソロ活動休止前の1988年12月に再発売された8センチCD盤のみしか聴くことができず、長らく音源入手は困難となっていたが、2007年に発売された『Disco K2』の初回限定盤にボーナス・トラックとして収録されたため、現在は3曲ともCD音源で聞くことが可能である。

## リリース履歴
| No. | 日付           | レーベル    | 規格      | 規格品番  | 最高順位 | 備考       |
| --- | -------------- | ----------- | --------- | --------- | -------- | ---------- |
| 1   | 1984年12月5日  | SMSレコード | 12inchEP  | SM15-5412 | 4位      | 完全限定盤 |
| 2   | 1988年12月16日 | SMSレコード | 8センチCD | MD15-3004 | -        |            |

## 収録曲
| 全編曲: 大村雅朗。 |                                                         |          |            |      |
| #                  | タイトル                                                | 作詞     | 作曲       | 時間 |
| 1.                 | 「No No Circulation」                                   | 安藤秀樹 | 大沢誉志幸 | 7:06 |
| 2.                 | 「MONICA」                                              | 三浦徳子 | NOBODY     | 5:49 |
| 3.                 | 「Sleep Baby Sleep (Sayonara wa Hatigatsu no Lullaby)」 | 売野雅勇 | NOBODY     | 5:34 |

## 収録アルバム
- No No Circulation
  - SATISFACTION FAKE（1986年）
  - Disco K2 〜Kikkawa Koji Dance Remix Best〜（2007年）

- MONICA
  - Disco K2 〜Kikkawa Koji Dance Remix Best〜（2007年）（初回限定盤）

- Sleep Baby Sleep (Sayonara wa Hatigatsu no Lullaby)
  - Disco K2 〜Kikkawa Koji Dance Remix Best〜（2007年）（初回限定盤）